# Ophiosteira antarctica
Ophiosteira antarctica är en ormstjärneart som beskrevs av Bell 1902. Ophiosteira antarctica ingår i släktet Ophiosteira och familjen fransormstjärnor. Inga underarter finns listade i Catalogue of Life.